# Jaume Roma i Rodríguez
Jaume Roma i Rodríguez (Granollers, 17 d'abril de 1958) és un economista i polític català. Va ser membre del del govern de Catalunya entre 1994 i 1995, ocupant el càrrec de Conseller de Política Territorial i Obres Públiques.

## Biografia
Nascut en una família modesta, fill de dos treballadors d'una fàbrica tèxtil de Granollers, va estudiar Ciències Econòmiques a la Universitat de Barcelona. Amb 24 anys va començar a treballar pel Departament de Sanitat de la Generalitat de Catalunya com a cap dels serveis pressupostaris de l'Institut Català de la Salut (ICS). Les seves funcions li permeteren guanyar-se la confiança de l'aleshores conseller de Salut, Xavier Trias, ascendint en l'organigrama del departament. El 1992 fou nomenat de l'ICS i, aquell mateix any, s'afilià a Convergència Democràtica de Catalunya.
El 18 de novembre de 1994 Josep Maria Cullell, implicat en un cas de corrupció, va dimitir com a Conseller de Política Territorial i Obres Públiques i, tes dies més tard, el president Jordi Pujol va designar Jaume Roma com al seu successor.
El 12 de juny de 1995, 206 dies després d'accedir al càrrec, va haver de dimitir a causa d'un presumpte cas de tràfic d'influències. Segons l'auto judicial, s'investigava un possible tracte de favor a la constructora Trad, S.A., que havia construït un xalet privat a Roma al municipi de Canovelles. L'Audiència de Barcelona no n'arxivà el cas definitivament fins al maig de 2001.
Al deixar la política, Roma va començar a treballar com a economista en un despatx propi, especialitzant-se en temes hospitalaris. Posteriorment, el 2002, fou nomenat com a membre del consell d'administració de l'Hospital General, a Sant Cugat del Vallès.